# Архимандрит Герасим (Крстић)
Герасим (световно Милашин Крстић; Букоровац, код Крагујевца, 18. јун 1939 — Манастир Жича, 29. јул 2009) био је архимандрит Српске православне цркве и духовник Манастира Жиче.

## Биографија
Игуман Герасим (Крстић), рођен је 18. јуна 1939. године у месту Букоровац, код Крагујевца, у побожном дому Милоша и Десанке Крстић, чија је крсна слава свети архангел Михаил. На крштењу је добио име Милашин.
У манастир је отишао после завршене средње школе, имајући намеру и жељу да се још школује, али су потребе Цркве тога времена другачије одредиле његов живот. У Жичу је стигао 1960. године, а већ после годину дана проведених у манастиру, упутио је молбу да буде замонашен. Игуманија Јустина Мишић, старешина манастира Жиче, овим искреним и бираним речима представља искушеника Милашина у свом писму новоизабраном Епископу жичком Василију Костићу 24. јуна 1961. године.
Епископ Василије га је замонашио у Жичи, 5. јула 1961. године (тринаест дана пре свог устоличења за Епископа жичког) и дао му монашко име Герасим и поставио га за сабрата манастира Жиче. Ускоро након монашења, монах Герасим, 20. јула 1961. године писмом се обраћа надлежном Епископу и моли „ако нађете да сам достојан, да ме изволите рукоположити у чин јерођакона". Епископ Василије прихвата молбу и рукополаже га у Манастиру Жичи 21. јула 1961. године за јерођакона. Исповедник му је био Доситеј Марјановић, кога ће касније наследити на месту духовника и служашчег свештеника манастирског.
Након три године јерођаконског службовања, јерођакона Герасима Епископ Василије рукополаже за јеромонаха 16. августа 1964. године  у Манастиру Жичи. После рукоположења више деценија јеромонах Герасим ће опслуживати тадашњу манастирску парохију крушевичку.
Због ревносног вршења свештеномонашке и мисионарске службе и ради унапређења богослужења у манастиру Жичи, епископ жички Стефан Боца, на Спасовдан, 16. јуна 1983. године , одликује га чином игумана манастира.
Свети архијерејски синод Српске православне цркве, на предлог епископа жичког Стефана Боце, у својој седници 12. новембра 1996. године  одликује игумана Герасима архимандритским чином. Епископ жички Стефан овим речима образлаже свој предлог: „Игуман Герасим Крстић, сабрат и кустос манастира Жиче, је један од веома примерних, вредних и честитих и веома одговорних свештеномонаха у Жичкој епархији".
На предлог Епископа жичког Хризостома Столића, а за делатну љубав према Светој Мајци Цркви и истрајно сведочење Христа Васкрслога, Свети архијерејски синод додељује му, 6. новембра 2008.године., Орден Светог Саве другог реда.
Архимандрит Герасим Крстић, упокојио се у Господу 29. јула 2009. године на Војномедицинској академији у Београду. Сахрањен је 31. јула у Манастиру Жичи. Опело о. Герасиму служили су Епископ жички Хризостом, Епископ шумадијски Јован и викарни Епископ липљански Теодосије, бројни свештеници и свештеномонаси и ђакони у присуству многобројног народа.